# أربيمة ناحلة الجسم
أربيمة ناحلة الجسم (الاسم العلمي:Arapaima leptosoma ) هي نوع من الأسماك يتبع جنس الأربيمة من الفصيلة الأربيمات.